# Nicolas Fontaine (écrivain)
 (novembre 2021).
La mise en forme du texte ne suit pas les recommandations de Wikipédia : il faut le « wikifier ».
Les points d'amélioration suivants sont les cas les plus fréquents :
- Les titres sont pré-formatés par le logiciel. Ils ne sont ni en capitales, ni en gras.
- Le texte ne doit pas être écrit en capitales (les noms de famille non plus), ni en gras, ni en italique, ni en « petit »…
- Le gras n'est utilisé que pour surligner le titre de l'article dans l'introduction, une seule fois.
- L'italique est rarement utilisé : mots en langue étrangère, titres d'œuvres, noms de bateaux, etc.
- Les citations ne sont pas en italique mais en corps de texte normal. Elles sont entourées par des guillemets français : « et ».
- Les listes à puces sont à éviter, des paragraphes rédigés étant largement préférés. Les tableaux sont à réserver à la présentation de données structurées (résultats, etc.).
- Les appels de note de bas de page (petits chiffres en exposant, introduits par l'outil «  Source ») sont à placer entre la fin de phrase et le point final[comme ça].
- Les liens internes (vers d'autres articles de Wikipédia) sont à choisir avec parcimonie. Créez des liens vers des articles approfondissant le sujet. Les termes génériques sans rapport avec le sujet sont à éviter, ainsi que les répétitions de liens vers un même terme.
- Les liens externes sont à placer uniquement dans une section « Liens externes », à la fin de l'article. Ces liens sont à choisir avec parcimonie suivant les règles définies. Si un lien sert de source à l'article, son insertion dans le texte est à faire par les notes de bas de page.
- La présentation des références doit suivre les conventions bibliographiques. Il est recommandé d'utiliser les modèles {{Ouvrage}}, {{Chapitre}}, {{Article}}, {{Lien web}} et/ou {{Bibliographie}}. Le mode d'édition visuel peut mettre en forme automatiquement les références.
- Insérer une infobox (cadre d'informations à droite) n'est pas obligatoire pour parachever la mise en page.

Pour une aide détaillée, merci de consulter Aide:Wikification.
Si vous pensez que ces points ont été résolus, vous pouvez retirer ce bandeau et améliorer la mise en forme d'un autre article.
Pour les articles homonymes, voir Nicolas Fontaine et Fontaine.
Nicolas Fontaine, né à Paris en 1625, mort à Melun le 28 janvier 1709, écrivain et théologien français.

## Biographie
À l'âge de douze ans, il perdit son père qui était maître d'écriture.
Le P. Jean Grisel (1601 – 1657), un jésuite qui était de sa famille, voulant s'occuper de son avenir conçut le projet de le faire entrer dans la maison du cardinal de Richelieu et  introduisit le jeune Nicolas dans le monde. Cependant, ce dernier se prêta peu aux vues de son bienfaiteur et envisagea même un temps de devenir jésuite, projet auquel il renonça finalement.
La mère de Nicolas connaissant le P. Jacques Hillerin, curé de St-Merry, lui présenta son fils. Ce dernier le prit chez lui, et lui fit étudier l'Écriture sainte et les Pères de l'Église, puis le mit en relation avec Arnauld d'Andilly et les autres solitaires de Port-Royal. En 1645, alors qu'il devait se retirer dans un petit prieuré dans le Poitou, le P. Hillerin résolut de le confier à ses amis de Port-Royal.
Son entrée à Port-Royal décida du sort de sa vie : Nicolas, âgé alors de vingt ans, se retrouva engagé dans un parti nettement opposé à celui auquel l'aurait attaché son premier vœu.
Il y occupa divers emplois, soit au service des solitaires, soit à surveiller les études des quelques jeunes gens, soit à copier les écrits des solitaires et à servir de secrétaire à Antoine Arnauld qu'il accompagna dans sa fuite lorsque ce dernier fut exclu de la Sorbonne en 1656.
Il partagea encore les exils de Nicole, Sacy et Singlin.
En 1664, il fut arrêté comme janséniste, en compagnie de Lemaistre de Sacy et fut embastillé avec lui jusqu'en 1669.
En 1679, il voulut retourner à Port-Royal ; mais les solitaires ayant reçu ordre de vider les lieux, il continua de demeurer à Saint-Mandé.
À la fin de ses jours, il se retira à Melun, où il mourut âgé de quatre-vingt-quatre ans, le 28 janvier 1709.
Son frère Laurent Fontaine fut un maître écrivain de second plan.

## L'accusation de nestorianisme
À l'occasion de la publication des commentaires de St Jean Chrysostome, N. Fontaine se trouva accusé d'y avoir renouvelé l'hérésie de Nestorius. Deux jésuites, les P. Daniel et Rivière, jésuites, ouvrirent les hostilités. Le P. Quesnel, janséniste, leur répondit sans que cela mit fin à la polémique. Après avoir gardé le silence, N. Fontaine se décida à écrire à M. de Harlay, archevêque de Paris. Quoique dans sa lettre il offrait sa rétractation sur tout ce qu'on croirait répréhensible dans sa traduction, cela n'empêcha pas M. de Harlay de condamner l'ouvrage. On continua, dans différents écrits, d'accuser Fontaine. Parut alors sous son nom un "Avertissement de l'auteur de la traduction des Homélies de S. Chrysostome sur quelques passages des homélies sur l'Épître aux Hébreux" dans lequel l'auteur (la paternité à N. Fontaine est contestée), soutint qu'il avait traduit fidèlement S. Chrysostome, et entreprit de prouver que plusieurs Pères s'étaient exprimés de même que ce saint docteur. En tout cas, il est certain qu'il persista dans sa rétractation et le plus humble désaveu de tout ce qu'on pourrait trouver de répréhensible dans son livre.

## Œuvres
Ses œuvres et ses traductions, publiées soit sous son nom ou de manière anonyme voire pseudonyme - ce qui peut poser des problèmes pour l'authentification -sont nombreuses (voir le catalogue de la BNF). Il a laissé, entre autres ouvrages : 

### Bible
- Histoire du vieux et du nouveau testament représentés par des figures et des explications édifiantes tirées des saints Pères, pour régler les mœurs dans toutes sortes de conditions, 1669, ouvrage connu sous le nom de Bible de Royaumont et attribué à Isaac Lemaistre de Sacy
- Le Psautier traduit en français avec de courtes notes tirées de S.Augustin, Paris, 1674 (notes en latin) et 1676 (notes en français).
- Explications du Nouveau-Testament, tirées de S. Augustin et des autres Pères latins, Paris, 1675.
- Les huit Béatitudes, Paris , 1689 (?).
- Vies des Saints de l'Ancien Testament, 1685.
- Traduction des Soliloques sur le psaume 118, Paris 1686

### Pères de l'Église
- Abrégé de S. Jean Chrysostome, sur le Nouveau-Testament, et sur l'Ancien-Testament, Paris, 1670 (L'ouvrage est signé "Marsilly", mais l'attribution à Fontaine est contestée : l'auteur pourrait être un certain chanoine Prévost, de Melun).
- Traduction des homélies de S. Chrysostome, sur les épîtres de S. Paul,
- Sermons choisis de St Jean Chrysostome, 1690
- Traduction des Conférences et des Institutions de St Jean Cassien, sous le nom du Sieur de Saligny, Paris 1663 et 1667
- Œuvres de St Clément d'Alexandrie traduites du grec, avec les opuscules de plusieurs autres Pères grecs, 1696 (Clément d'Alexandrie, Nil (Evagre), Hyperechios, Proclus de Constantinople, Athanase d'Alexandrie, Jean Chrysostome, Léon le Sage et Auteurs divers)

### Vie liturgique et œuvres de piété
- Méditations pour la Semaine Sainte, Paris, 1678.
- Vies des Saints pour tous les jours de l'année, Paris, 1679.
- Les O de l'avent, Paris, 1695.
- Heures chrétiennes (traduction de Paradisus animæ Christianæ de Jacob Merlo Horstius), Paris, 1685 et
- Instructions chrétiennes sur le sacrement de mariage, et l'éducation des enfants, traduites du latin de Lindenbrogius, Paris, 1679.
- Prières tirées de l'Ecriture Sainte, pendant la messe, Paris, 1685.
- Le Dernier jour du monde, ou Traité du jugement dernier, Paris, 1689.
- Le Dictionnaire chrétien, Paris, 1691.
- Imitation de Jésus-Christ, avec des réflexions sur le premier livre, Paris, 1694.
- Traité de la conversion du pécheur, Paris, 1677.

### Histoire du Jansénisme
- Mémoires pour servir à l'histoire de Port-Royal, Utrecht, 1736 (publication posthume)